# Miconia radulaefolia
Miconia radulaefolia är en tvåhjärtbladig växtart som först beskrevs av George Bentham, och fick sitt nu gällande namn av Charles Victor Naudin. Miconia radulaefolia ingår i släktet Miconia och familjen Melastomataceae. Inga underarter finns listade i Catalogue of Life.